# Dipriònids
Els dipriònids (Diprionidae) són una petita família d'himenòpters del subordre dels símfits (Symphyta). És la segona família més petita de la superfamília Tenthredinoidea, la superfamília dominant del subordre esmentat.
Un tret distintiu de la família Diprionidae són les seves antenes, que destaquen per tenir uns 20 flagelòmers. Els mascles tenen les antenes pectinades i les femelles les tenen serrades.

## Taxonomia
La família Diprionidae s'organitza en dues subfamílies i 11 gèneres que agrupen unes 140 espècies. La subfamília Diprioninae inclou 8 gèneres amb 121 espècies, mentre la subfamília Monocteninae només està formada per 3 gèneres, que agrupen 17 espècies. El gènere més nombrós és Neodirpion, amb 46 espècies, i el més petit és Rhipidoctenus, que només conté l'espècie Rhipidoctenus cinderellae, i és per tant un gènere monotípic. La subfamília Monocteninae es distingeix de Diprioninae en que la cel·la anal dels primers té una constricció en la part mitja, mentre que en Diprioninae existeix una vena transversa.

## Distribució
Tenen una distribució preferentment holàrtica, però també es poden trobar espècies de dipriònids al nord de Centre Amèrica, Cuba, Tailàndia, nord de l'Índia i nord d'Àfrica. Unes 50 espècies es poden trobar a Amèrica del Nord i unes 40 a Europa. La seva distribució ve marcada per la presència de coníferes, la seva font d'aliment.

## Història natural
Les larves de la subfamília Diprioninae s'alimenten de les fulles de les pinàcies, mentre que la subfamília Monocteninae devoren les fulles de les cupressàcies (amb l'excepció de Augomonoctenus libocedrii, que s'alimenta dels conus de Libocedrus decurrens, a la part oest dels Estats Units).
Algunes espècies de la família dels dipriònids són plagues forestals importants, arribant a provocar danys destacables degut a la defoliació que provoquen en els seus hostes (pins i cupressàcies). Són especialment problemàtiques les espècies que van ser introduïdes accidentalment a Amèrica del Nord, com ara Diprion similis, Gilpinia hercynae o Neodiprion sertifer.

## Gèneres[5]
Subfamília Diprioninae
- Diprion Schrank
- Neodiprion Benson
- Gilpinia Enslin
- Macrodiprion Enslin
- Microdiprion Rohwer
- Nesodiprion Rohwer
- Prionomeion Benson
- Zadiprion Rohwer

Subfamília Monocteninae
- Augomonoctenus Rohwer
- Monoctenus Dahlbom
- Rhipidoctenus Benson